# Càn lăng

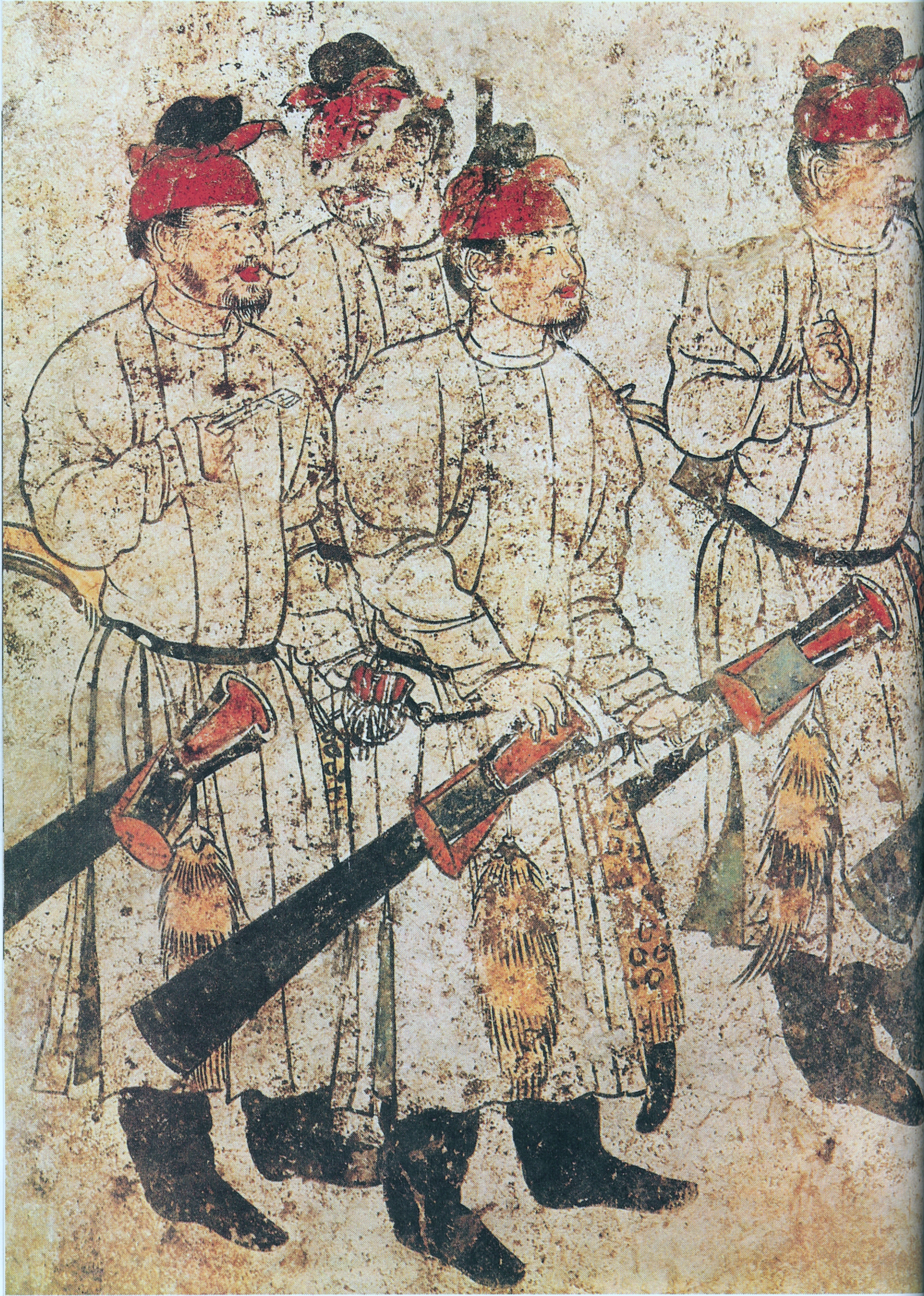
Hình vẽ đoàn tùy tùng, trên tranh tường trong mộ Lý Hiền, niên đại 706; mỗi hình có chiều cao xấp xỉ 1,6 m.

Càn lăng (tiếng Trung: 乾陵; bính âm: Qiánlíng) là một công trình kiến trúc thời nhà Đường (618–907) có vị trí tọa lạc tại huyện Càn, tỉnh Thiểm Tây, Trung Quốc; nằm cách thành phố Tây An khoảng 85 km (53 mi) về phía tây bắc, tức kinh đô Trường An xưa của nhà Đường. Được xây dựng vào năm 686 (thi công bổ sung đến năm 706), công trình thuộc chuỗi phức hợp các lăng tẩm an táng hầu hết thành viên họ Lý, hoàng tộc nhà Đường. Đây là nơi an táng Hoàng đế Đường Cao Tông và vợ của ông, Võ Tắc Thiên, người đã soán ngôi nhà Đường và trở thành người phụ nữ trị vì duy nhất giữ ngôi Hoàng đế trong lịch sử Trung Quốc từ 690–705. Lăng tẩm nổi tiếng với nhiều pho tượng có niên đại nhà Đường được tạc dựng trên mặt đất và tranh tường vẽ tô điểm lên vách tường trong lòng đất tại các ngôi mộ. Bên cạnh gò đất mộ phần chính và mộ phần dưới lòng đất của Đường Cao Tông và Võ Tắc Thiên, còn có 17 ngôi mộ tùy tùng nhỏ hơn, hay còn gọi là mộ bồi táng. Hiện nay, chỉ năm ngôi mộ trong số này được giới khảo cổ khai quật, ba thuộc về thành viên hoàng tộc, một của tể tướng triều đình và một của tả giám môn vệ tướng quân. Năm 2012, Cục Di sản Văn hóa Thiểm Tây ra tuyên bố sẽ không có cuộc khai quật nào diễn ra trong ít nhất 50 năm.

## Lịch sử

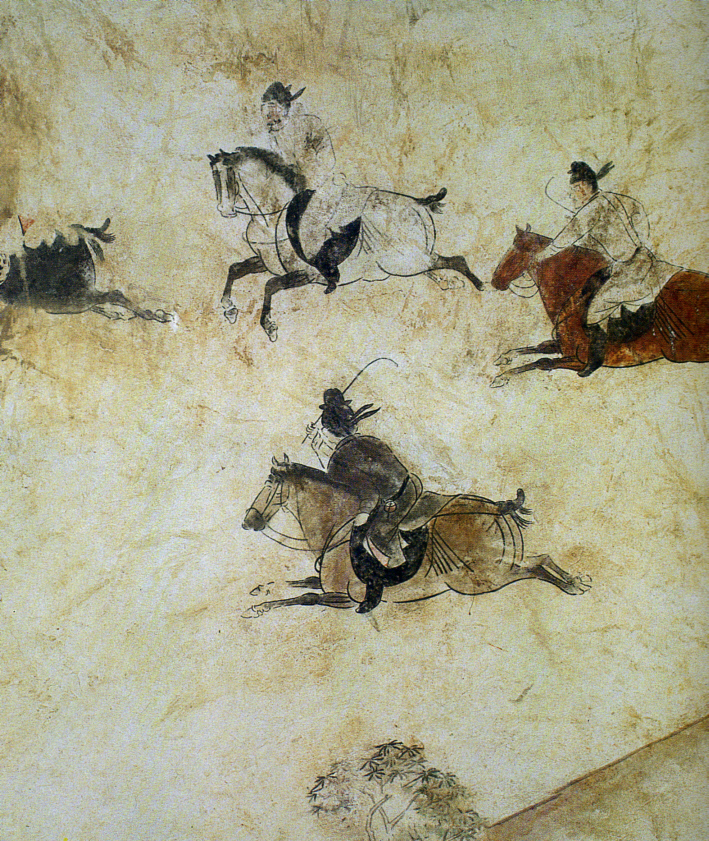
Họa tiết miêu tả cảnh quan chức nhà Đường chơi mã cầu, được vẽ trên vách tường phía tây của đường mòn trong mộ Lý Hiền.

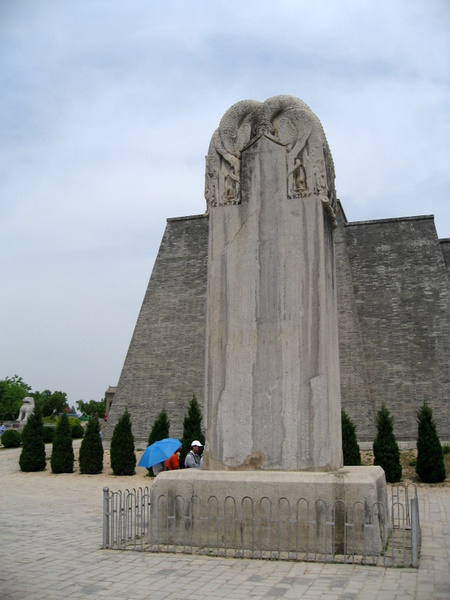
Vô tự bia cao 7,5 m, rộng 2,1 m, dày 1,49 m, nặng khoảng 98,8 t được xây dựng để tưởng niệm Võ Tắc Thiên tọa lạc tại phía đông Phượng môn ở Càn lăng. Không giống như các bia đá khác đặt tại công trình, trên bia không khắc chữ. Bia được trang trí bằng rồng chạm khắc.

Sau khi Đường Cao Tông băng hà năm 683, Càn lăng vẫn được tiếp tục xây dựng. Sau khi qua đời, Võ Tắc Thiên được an táng tại đây vào ngày 2 tháng 7 năm 706. Văn bia tưởng niệm tại mộ phần của Lý Hiền (Chương Hoài thái tử, 653–84), hoàng tôn nam Lý Trọng Nhuận (Ý Đức thái tử, 682–701), hoàng tôn nữ Lý Tiên Huệ (Vĩnh Thái công chúa, 684–701) trong lăng đều khắc vào thời điểm 706, cho phép giới sử học xác định chính xác cấu trúc và tác phẩm nghệ thuật bên trong lăng mộ. Trên thực tế, theo thông lệ mai táng thời Tùy Đường, trên văn bia thường khắc danh tính, địa vị, ngày mất và an táng của người mất. Đó là đặc điểm nhất quán giữa lăng mộ thuộc hoàng tộc và quan lại có tước vị cao trong triều đình. Trong cả Tân Đường thư lẫn Cựu Đường thư đều chép rằng năm 706, Đường Trung Tông (trị. 684, 705–10, phụ thân của Lý Trọng Nhuận và Lý Tiên Huệ; hoàng đệ của Lý Hiền) đã miễn xá cho nạn nhân trong các đợt thanh trừng chính trị của Võ Tắc Thiên và đặc cách an táng danh dự cho họ, bao gồm cả hai hoàng tử và công chúa đã đề cập bên trên. Bên cạnh mộ bồi táng thuộc thành viên hoàng tộc, hai mộ khác khai quật được thuộc về tể tướng Tiết Nguyên Siêu (622–83) và Tả giám môn vệ tướng quân Lý Cẩn Hành.
Năm ngôi mộ bồi táng đề cập bên trên đã được mở ra và khai quật vào thập niên 1960 và đầu thập niên 1970. Tháng 3 năm 1995, đã có kiến nghị tổ chức lên chính phủ Trung Quốc về những nỗ lực trong công cuộc khai quật lăng tẩm Võ Tắc Thiên và Đường Cao Tông.

## Tọa lạc
Lăng tẩm tọa lạc trên Lương Sơn, phía bắc sông Vị, nằm 1,049 m (3,44 ft) trên mực nước biển. Khuôn viên lăng được bao quanh bởi thung lũng về phía đông và hẻm núi về phía tây. Mặc dù có gò đất mộ phần để xác định vị trí tọa lạc từng ngôi mộ nhưng phần lớn cấu trúc mộ đều nằm dưới lòng đất. Hai gò mộ trên đỉnh núi phía nam được gọi là Nãi Đầu sơn (tức "đồi nhũ hoa"), do hình dạng cặp đồi giống như cặp vú. Nãi Đầu sơn, với cặp tháp được xây ở trên cùng mỗi ngọn đồi để nhấn mạnh tên gọi của đồi, hình thành cửa ngõ dẫn vào Càn lăng. Gò mộ chính nằm trên đỉnh phía bắc; cao nhất trong các gò và là nơi an táng của Cao Tông và Võ Tắc Thiên. Nửa chừng trên đỉnh phía bắc, có đào một đường hầm dài 61 m (200 ft) và rộng 4 m (13 ft) vào bên trong lớp đá núi, dẫn đến các mộ thất nằm sâu trong lòng núi. Khu phức hợp ban đầu được hai lớp tường bao bọc, phần tàn tích ngày nay đã được khai phá, bao gồm bốn cổng của bức tường nội cung. Vòng tường nội cung dày 2,4 m (7,9 ft), với tổng chu vi 5.920 m (19.420 ft) bao quanh diện tích hình thang 240.000 m2 (2.600.000 foot vuông). Chỉ vài phần góc của bức tường ngoại cung được phát hiện. Vào thời nhà Đường, có hàng trăm khu nhà dân cư bao quanh Càn lăng, các hộ dân này đã canh giữ toàn khuôn viên và kiến trúc của lăng tẩm. Tàn tích vài ngôi nhà này đã được phát hiện. Nền móng điện thờ bằng gỗ nằm ở cổng phía nam của vòng tường trong lăng mộ cũng được phát hiện.

## Trục thần đạo

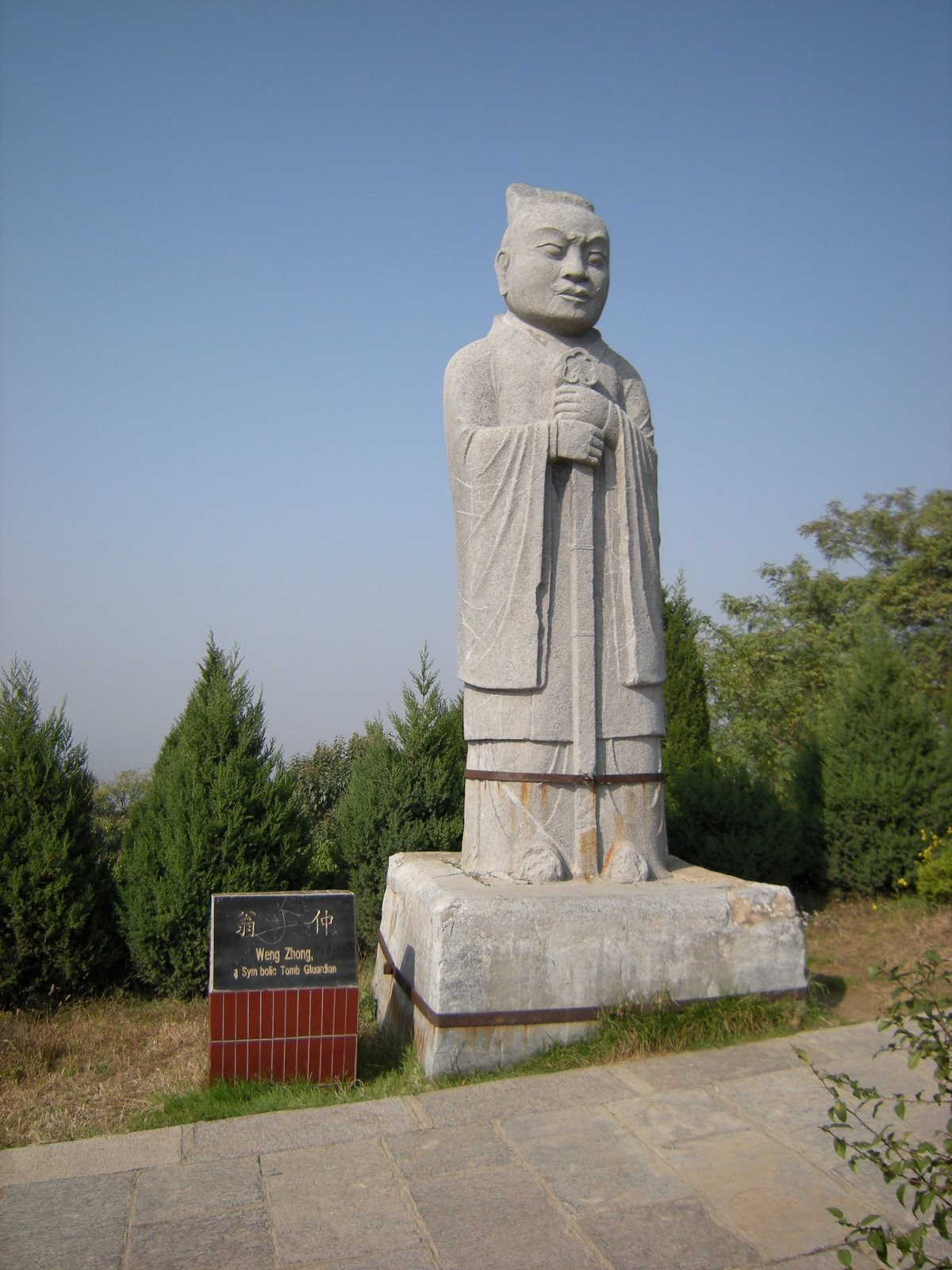
Tượng đá tạc thị vệ canh gác dọc theo trục thần đạo.

Tượng đá tạc sứ thần ngoại quốc, hiện tại mất đầu.

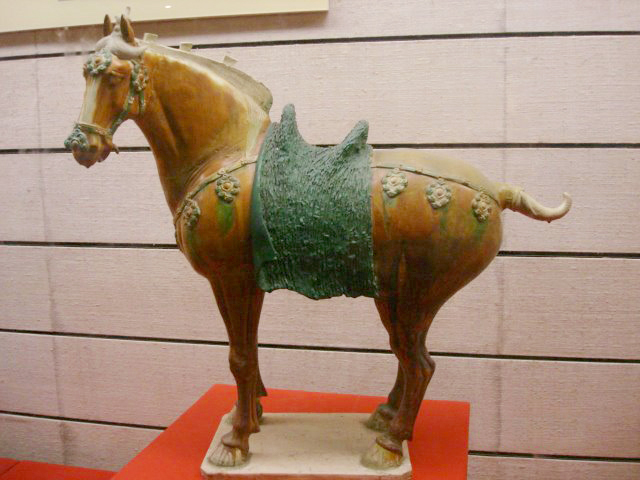
Tượng ngựa tam thải bằng gốm trong mộ Lý Trọng Nhuận, hiện tại được trưng bày tại Bảo tàng Lịch sử Thiểm Tây.

Dẫn vào lăng mộ dọc theo trục thần đạo, hai bên đều bố trí tượng đá bao bọc như lăng mộ nhà Tống và nhà Minh về sau. Tượng đá tại Càn lăng bao gồm ngựa, ngựa có cánh, ngựa với giám mã, sư tử, đà điểu, quan lại và sứ thần ngoại quốc. Năm 620, Khả hãn Tây Đột Quyết tặng một con đà điểu cho triều đình nhà Đường. Đến năm 650, vương quốc Tushara gửi tặng một con khác. Trên phù điêu chạm khắc trong lăng có niên đại từ năm 683, phượng hoàng truyền thống Trung Hoa được mô phỏng dựa trên hình dạng cơ thể của đà điểu. Sử gia Tonia Eckfeld tuyên bố rằng điểm nhấn nghệ thuật trên họa tiết chim đà điểu – loại cống phẩm đẹp lạ từ ngoại quốc – tại lăng mộ là "dấu hiệu cho sự hùng mạnh của Trung Hoa và hoàng đế Trung Hoa, không phải của người ngoại quốc đã gửi tặng chúng hay quê hương họ". Eckfeld cũng khẳng định rằng 61 bức tượng điêu khắc sứ thần ngoại quốc vào thời điểm 680, đại diện cho "quyền lực và vị thế quốc tế vươn xa" của nhà Đường. Những pho tượng này, hiện đã bị mất đầu, đại diện cho sứ thần ngoại quốc tham dự tang lễ của Đường Cao Tông. Nhà sử học Angela Howard lưu ý rằng dọc theo trục thần đạo dẫn vào lăng phụ — như Lý Tiên Huệ — đặt tượng nhỏ hơn, chất lượng kém hơn và số lượng ít hơn so với trục thần đạo của lăng chính dẫn đến nơi an táng Đường Cao Tông và Võ Tắc Thiên. Bên cạnh các bức tượng còn có các cụm trụ đá hình bát giác được cho là có khả năng xua đuổi ma quỷ, tà khí. Một bia đá cao 6,3 m (21 ft) dành riêng cho Đường Cao Tông cũng được đặt dọc theo trục đường, với dòng chữ khắc tưởng niệm thành tựu của ông; bên cạnh đặt bia đá của Võ Tắc Thiên nhưng không khắc chữ. Một tấm bia bổ sung cho mộ phần chính được Thanh Cao Tông (trị. 1735–96) cho dựng lên vào giữa thời nhà Thanh.

## Mộ phần
Mộ phần của Đường Cao Tông và Võ Tắc Thiên nằm sâu bên trong Lương Sơn, phương hướng mà Đường Thái Tông (trị. 626–49) định ra khi xây lăng cho mình trên núi Cửu Tông. Trong 18 hoàng đế nhà Đường, 14 trong số này đều dùng những ngọn núi tự nhiên làm gò đất cho mộ phần của họ. Chỉ thành viên hoàng tộc mới được phép đặt mộ của mình nằm bên trong núi non tự nhiên; còn mộ phần của quan lại và quý tộc phải xây gò mộ nhân tạo và mộ thất nằm toàn bộ dưới lòng đất. Nhà sử học Phó Hi Niên cho rằng hậu duệ của hoàng đế được phép xây mộ có hình kim tự tháp cắt vát, nhưng đại thần triều đình và kỹ sư xây mộ cấp thấp chỉ có thể có những gò mộ hình nón. Mộ phần hình nón của quan đại thần được phép xây một lớp tường bao quanh, nhưng chỉ cho phép dựng một cổng đặt ở phía nam. Các mộ bồi táng được xây thành gò đất có hình kim tự tháp cắt vát nằm bên trên các mộ thất dưới lòng đất, tiến bước từ lối vào trên mặt đất rồi đi xuống mộ thất bên dưới theo đường dốc chéo hạ thấp dần. Sáu trục thẳng đứng trên các đường dốc của mỗi ngôi mộ cho phép hạ đồ tùy táng xuống để đặt vào hốc tường mỗi bên của đường dốc.
Chính điện trong mỗi ngôi mộ dưới lòng đất dẫn đến hai mộ an táng được dát gạch bốn mặt, nối với nhau bằng một hành lang ngắn; các mộ thất này có trần hình vòm. Mộ phần của Lý Hiền có những cánh cửa hoàn toàn bằng đá, một xu hướng xây mộ xuất hiện rõ ở thời nhà Hán và Tây Tấn đã trở nên phổ biến hơn dưới thời Bắc Tề. Cửa đá trong mộ Lâu Thụy, niên đại 570, có phong cách khá giống với cửa đá thời Đường, chẳng hạn như cánh cửa trong mộ Lý Hiền.
Không giống như nhiều lăng mộ thời nhà Đường khác, bảo vật bên trong mộ phần hoàng tộc tại Càn lăng vẫn chưa bị kẻ cướp mộ nào đánh cắp. Dù đã trải qua đến 17 lần bị cướp phá, lần quy mô lớn nhất đã huy động đến 400.000 người cùng tham gia, nhưng Càn lăng cùng khoảng 800 tấn châu báu, của cải vẫn nguyên vẹn đến tận ngày nay. Trên thực tế, chỉ riêng trong mộ phần của Lý Trọng Nhuận đã tìm được hơn một nghìn vật phẩm bằng vàng, đồng, sắt, tượng gốm nhỏ, tượng nhỏ tam thái và gốm sứ tam thái thủ công. Nhìn chung, mộ phần của Lý Hiền, Lý Trọng Nhuận và Lý Tiên Huệ đã có hơn 4.300 vật phẩm được giới khảo cổ khai quật. Tuy nhiên, mộ bồi táng trong lăng đã bị mộ tặc cướp bóc. Trong số tượng gốm nhỏ tìm được tại mộ của Lý Trọng Nhuận, có các pho tượng tạc ngựa chiến thếp vàng hộ giá binh sĩ có vũ trang và áo giáp, kỵ binh thổi sáo, thổi kèn và vẫy roi thúc ngựa. Tác phẩm điêu khắc bằng gốm trong mộ Lý Hiền gồm có tượng nhỏ tạc đại thần hình bộ, chiến binh và linh thú bảo vệ mộ, tất cả đều cao hơn 1 m (3,3 ft).

### Lý Tiên Huệ
Công chúa Lý Tiên Huệ là hoàng nữ do Đường Trung Tông và Vi hoàng hậu hạ sinh. Giả thuyết cho rằng công chúa cùng với phu quân đã bị hoàng tổ mẫu Võ Tắc Thiên sát hại khi cô 16 tuổi. Sau khi Võ Tắc Thiên băng hà, đến lúc phụ hoàng phục ngôi, công chúa được cải táng tại mộ phần trang trọng ở Càn lăng năm 705. Ngôi mộ của cô được khám phá năm 1960 và khai quật từ năm 1964. Mộ đã bị cướp phá trong quá khứ, khả năng cao là không lâu sau khi chôn cất, trong đó các vật phẩm bằng chất liệu quý đã bị lấy đi, nhưng kẻ trộm lại không bận tâm đến hơn 800 pho tượng gốm nhỏ, đồng thời các bức bích họa khổ rộng vẫn nguyên vẹn. Nhóm trộm cắp đã vội vã rời đi, bỏ lại đồ vật bằng bạc vương vãi khắp nơi cùng thi hài của một tên đồng bọn. Ngôi mộ có một kim tự tháp phẳng nhô cao 12 m so với mặt đất và một đường hầm dài dốc hướng vào được bọc lót bằng bích họa, dẫn đến một hậu thất và mộ thất chính, cách mặt sàn 12 m với mái vòm cao.

## Tranh tường

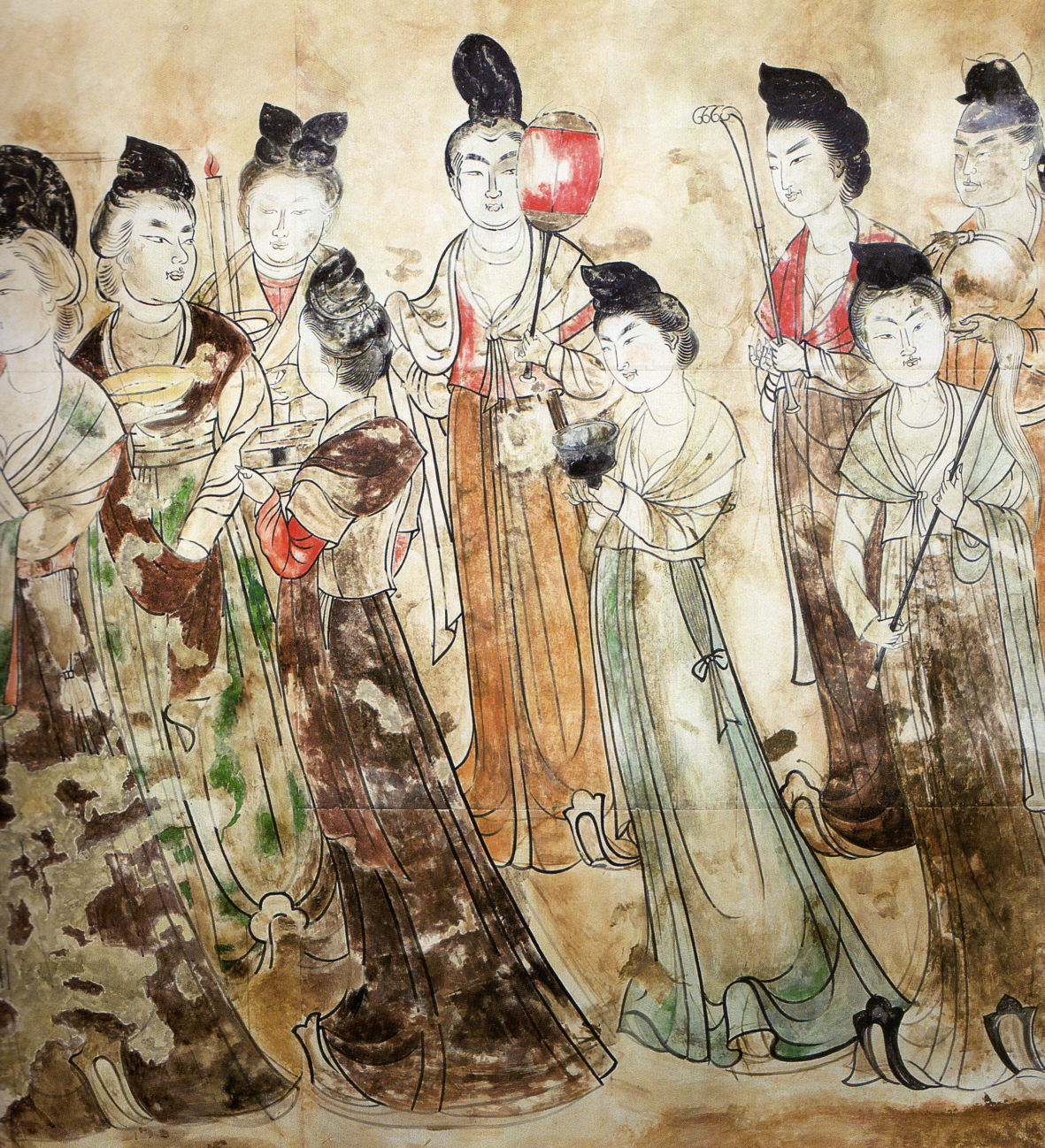
Các cung nữ triều Đường trong tranh tường tại mộ của Lý Tiên Huệ. Bức tranh tường thực sự trong mộ đã được thay thế bằng bản sao, còn bản gốc hiện được lưu giữ tại Bảo tàng Lịch sử Thiểm Tây để bảo quản chúng tốt hơn.

Ngôi mộ đã khai quật của Lý Hiền, Lý Trọng Nhuận và Lý Tiên Huệ đều được trang trí bằng tranh tường, nổi bật với các lối đi thông vào từ nhiều hướng và mộ thất hình vòm. Nhà sử học Phương Hạ Liên cho rằng tranh tường tại chính điện dưới lòng đất trong mộ của Lý Hiền, Lý Trọng Nhuận và Lý Tiên Huệ là tác phẩm của thợ trang trí lăng tẩm vô danh nhưng thành thạo hơn cả họa sĩ tranh cuộn danh tiếng của triều đình. Mặc dù là nghệ thuật tang lễ chính yếu nhưng Phương Hạ Liên khẳng định rằng số tranh tường trong Đường mộ này là "tài liệu tham khảo rất cần thiết" do số lượng mô tả về hội họa trong sử liệu thời Đường khá thưa thớt. Ví dụ: Đường triều danh họa lục ('Những danh họa thời nhà Đường') của Chu Cảnh Huyền khoảng những năm 840 và Lịch đại danh họa ký ('Ghi chép về các danh họa của các triều đại nối tiếp') của Trương Ngạn Viễn năm 847. Bà Phương cũng xác nhận rằng kỹ năng vẽ chân dung "sinh khí thông qua cộng hưởng tinh thần" hay còn gọi là khí vận sinh động — nghệ thuật phê bình gắn với các danh họa thời Đường như Diêm Lập Bản, Châu Phưởng và Trần Hoành – đã đạt độ hoàn chỉnh nhờ vào các họa sĩ vô danh trang trí lăng mộ nhà Đường. Bà Phương viết rằng:
Họa tiết "cấm vệ quân" và "hai nô tài ngồi" trong mộ của Chương Hoài thái tử nổi bật đặc biệt ở khía cạnh này. Không chỉ thể hiện được nét cách biệt tương đối về tuổi tác, mà còn nhận ra rõ được người thị vệ cường tráng, đứng nghiêm để thể hiện thái độ tự tin kính cẩn; còn cặp người ngồi đang mải mê bàn luận chuyện quan trọng.

Nét đặc trưng quan trọng khác của tranh tường trong mộ là diện mạo kiến trúc. Mặc dù có rất nhiều ví dụ về tháp chùa bằng gạch và đá thời Đường hiện có để các sử gia kiến trúc khảo sát, nhưng chỉ còn lại sáu chính điện chùa bằng gỗ tồn tại từ thế kỷ VIII và IX. Chỉ nền móng đất nện của các cung điện lớn tại kinh đô Trường An xưa là còn sót lại. Tuy nhiên, một vài bức tranh tường trong mộ Lý Trọng Nhuận có vẽ cảnh quang kiến trúc gỗ, các sử gia giả thiết đây là diện mạo của Đông cung, nơi ở của hoàng thái tử dưới triều nhà Đường. Theo nhà sử học Phó Hi Niên, không chỉ tranh tường trong mộ Lý Trọng Nhuận miêu tả các công trình tại kinh đô nhà Đường, mà còn "nhiều mộ thất dưới lòng đất, trục thông gió, khoảng ngăn và giếng thông hơi được xem như vết tích của nhiều mặt sân, chính điện, phòng gian và hành lang trong khuôn viên của chủ ngôi mộ khi họ còn sống." Tại chính điện ngầm trên đường dốc dẫn xuống mộ thất an táng Lý Trọng Nhuận cũng như cổng vào dẫn lối đến tiền thất, đều được bố trí tranh tường vẽ tháp cổng đa tầng dạng khuyết tương tự như các tòa tháp mà lớp nền móng của chúng từng khảo sát được tại Trường An.
Ann Paludan, nhà nghiên cứu danh dự của Đại học Durham, cung cấp chú thích trong sách Biên niên sử về Hoàng đế Trung Hoa (1998) của bà để diễn giải cho những hình ảnh dưới đây về tranh tường tại Càn lăng:

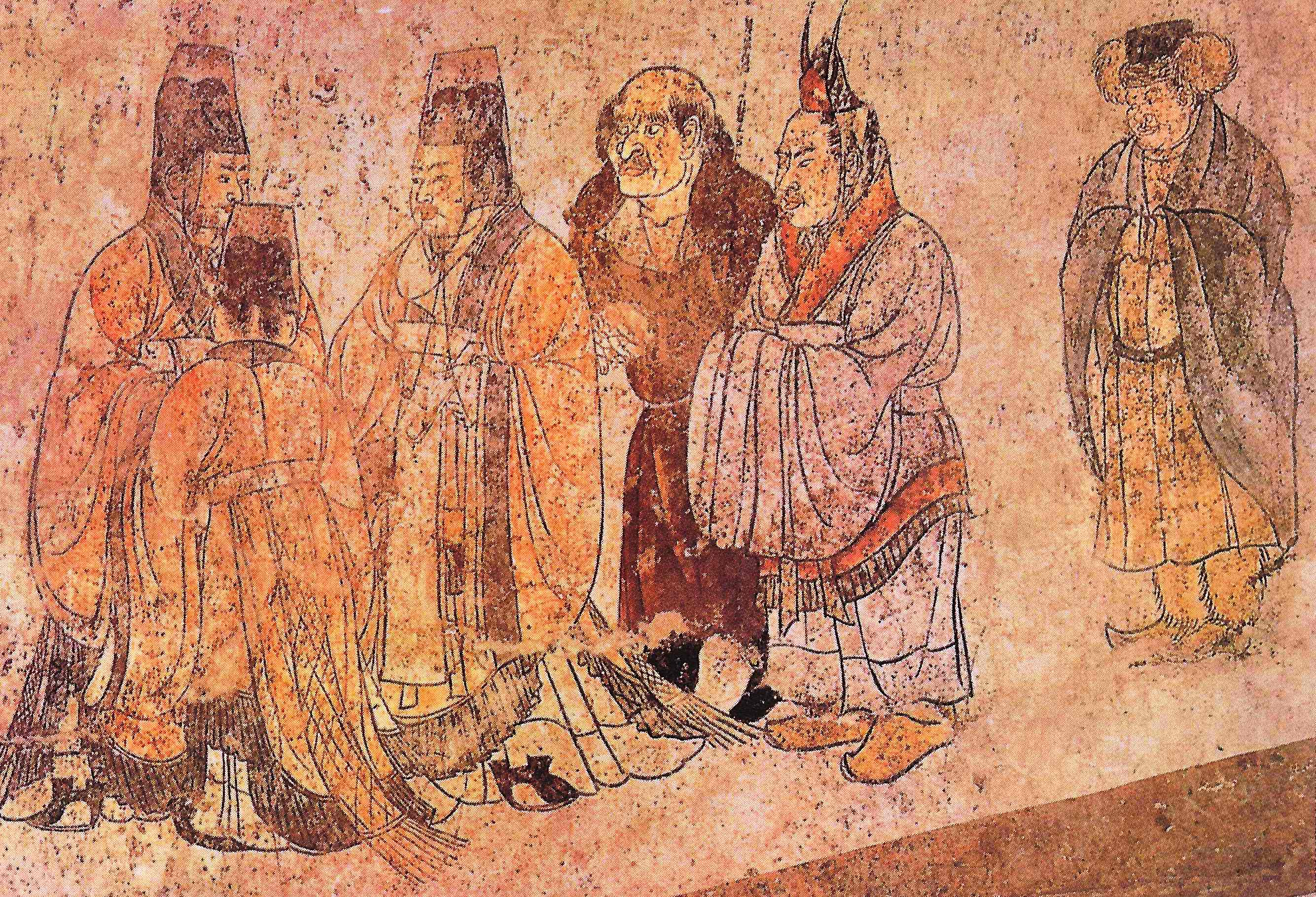
"Bức tranh tường này vẽ sứ thần ngoại quốc đang được tiếp kiến tại cung đình. Hai hình vẽ người vận trang phục tao nhã bên phải đến từ Tân La, hình người để đầu trần, mũi to ở trung tâm là một công sứ phía tây. Tranh tường trong mộ Lý Hiền, Càn lăng, Thiểm Tây, 706."
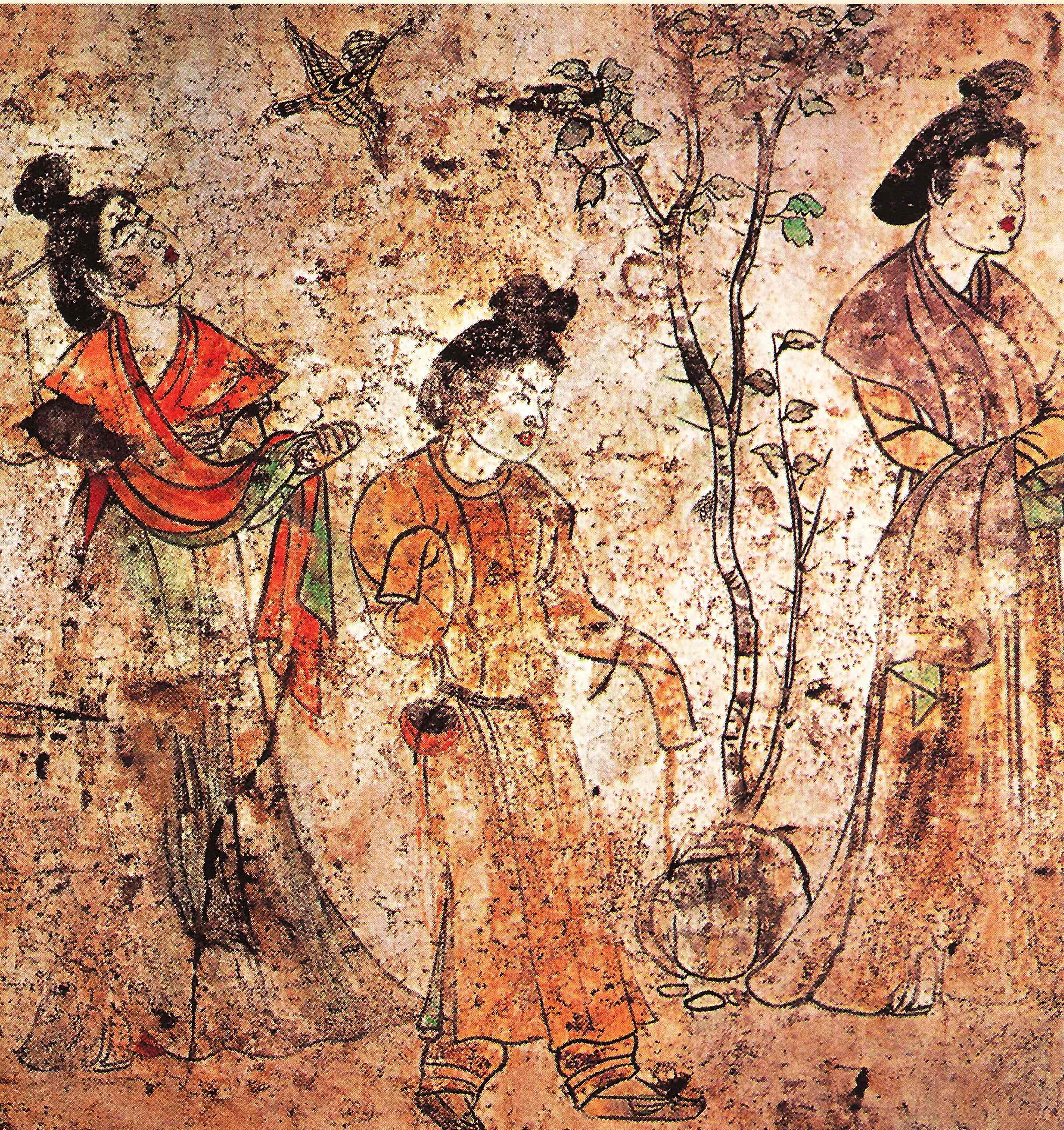
"Một nhóm cung nữ đi trong vườn khi một con chim đầu rìu bay ngang qua. Tranh tường, mộ Lý Hiền, hoàng nam thứ sáu của Đường Cao Tông, Càn lăng, Thiểm Tây, 706."
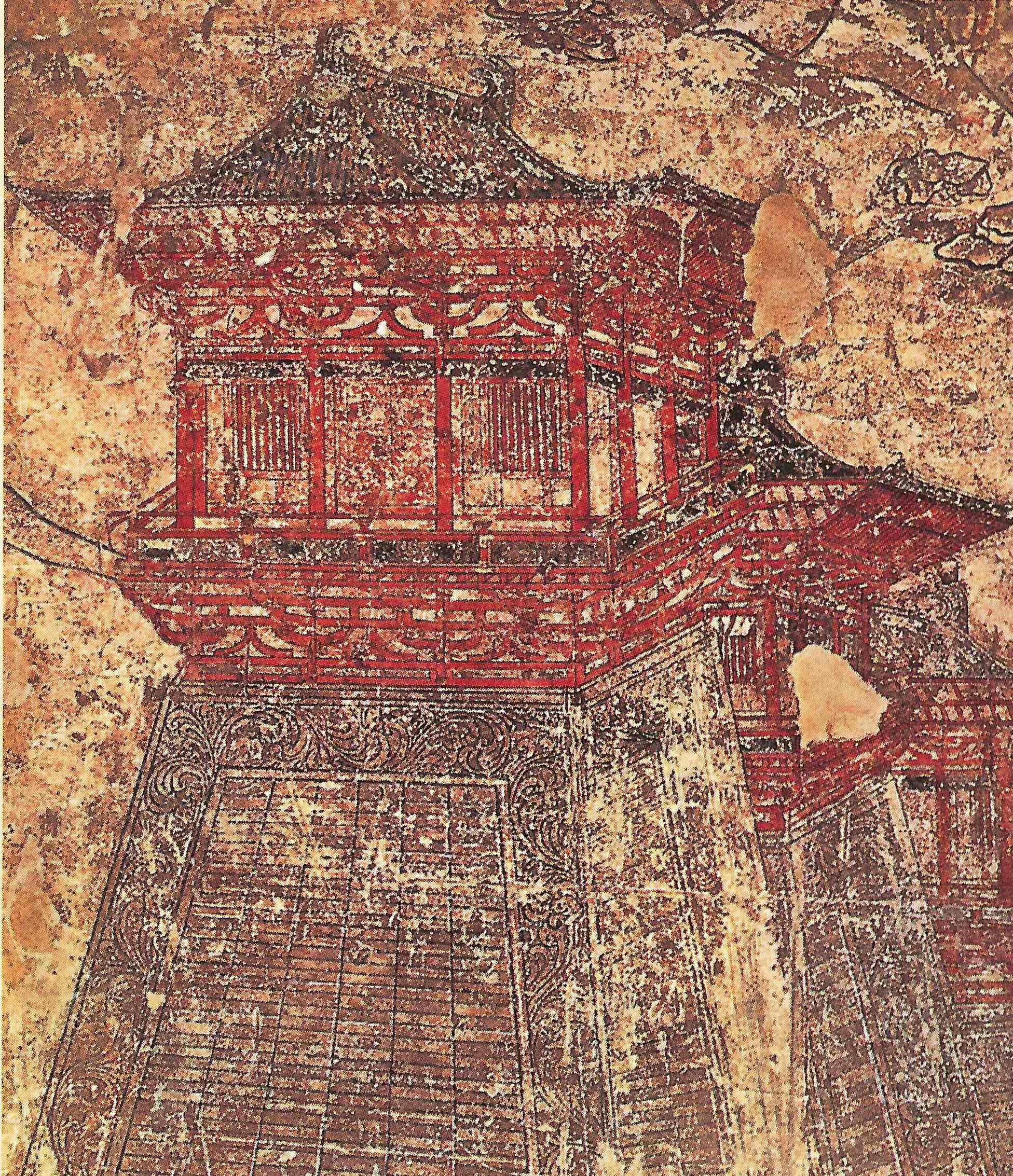
"Tranh tường đầu thế kỷ VIII trong mộ Ý Đức thái tử phác họa ra vẻ tráng lệ của tường thành Trường An với cổng cao vút và tháp canh."[42] (Tòa tháp mô tả trong tranh này là tháp khuyết.)
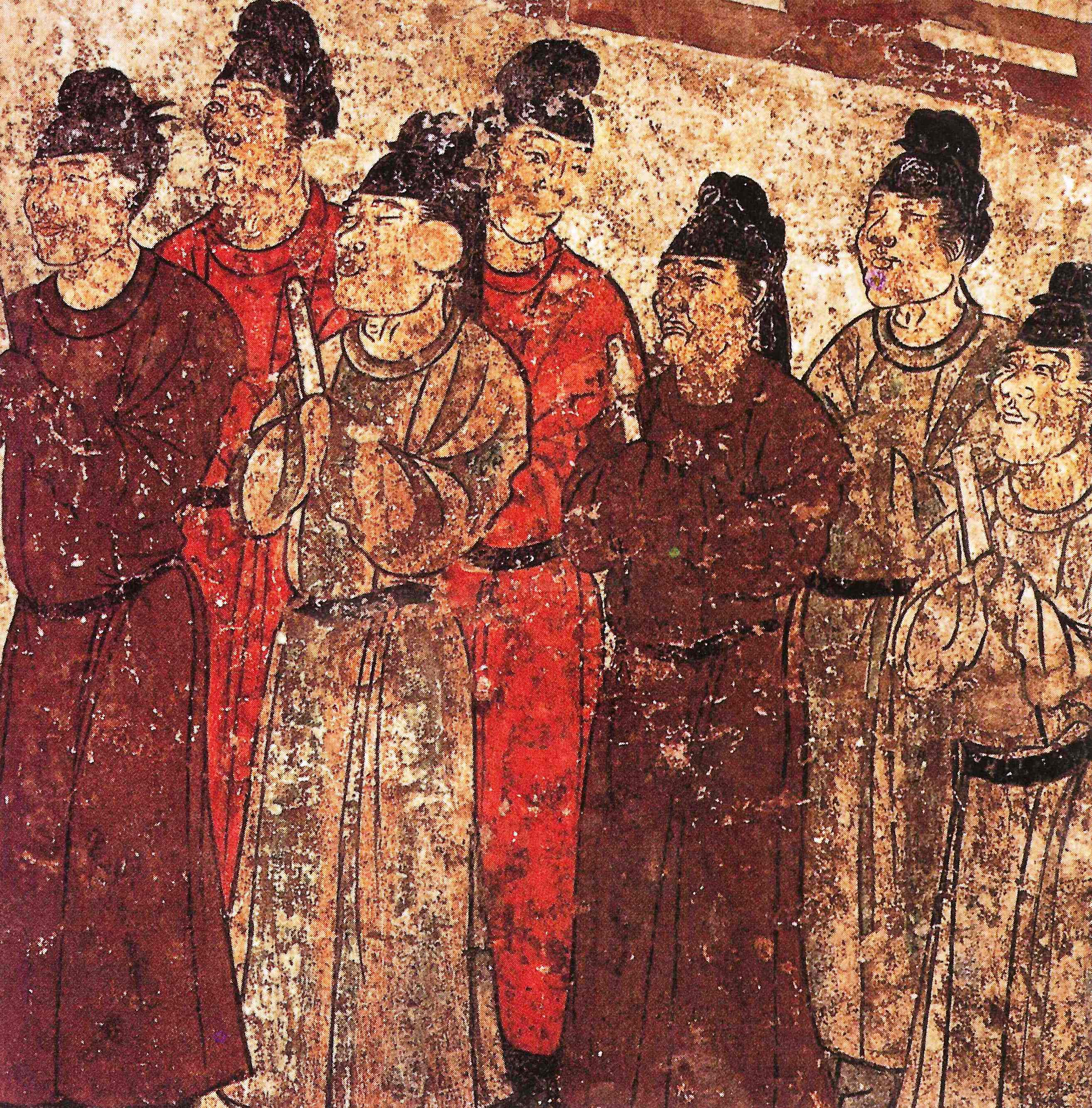
"Một nhóm hoạn quan. Tranh tường trong mộ Chương Hoài thái tử, 706, Càn lăng, Thiểm Tây."